# ملکه زتیان (فیلم ۱۹۳۹)
ملکه زتیان (انگلیسی: The Empress Wu Tse-tien) فیلمی در ژانر درام است که در سال ۱۹۳۹ منتشر شد.